# Szymon Kuśmider
Szymon Jaromir Kuśmider (ur. 1 lutego 1967 w Krakowie) – polski aktor teatralny i filmowy.

## Życiorys
W 1991 roku ukończył studia na PWST w Krakowie. 23 marca tego samego roku miał miejsce jego debiut teatralny. Aktor Starego Teatru w Krakowie.

## Filmografia
- 1993: Straszny sen Dzidziusia Górkiewicza – Bartosz Niezgoda
- 1993: Lista Schindlera
- 1994: Śmierć jak kromka chleba – górnik Grzegorz Handy
- 1996: Bar Atlantic – leśnik Franek (odc. 13)
- 1997: Sława i chwała (odc. 7)
- 2000: Nie ma zmiłuj – aktor parodysta
- 2001: Samo niebo – Piotr (odc. 1 i 2)
- 2001: Plebania – strażnik w budynku sądu (odc. 65)
- 2001: Na dobre i na złe – Grzegorz Mirecki, mąż Jolanty (odc. 67)
- 2002–2010: Samo życie – Henryk Strzelecki
- 2003: Zaginiona – prokurator Bielski (odc. 2)
- 2003–2011: Na Wspólnej – lekarz
- 2004–2011: Pierwsza miłość – reżyser Wiktor Wieleba
- 2005: Defekt – policjant „Młody”
- 2005: Tak miało być – Daniel, wnuk kuracjuszki (odc. 16 i 17)
- 2005: Egzamin z życia – windykator (odc. 15, 19 i 24)
- 2005: Boża podszewka II – przewodniczący w świetlicy (odc. 10)
- 2007: Kryminalni – Mariusz Bator (odc. 88)
- 2007: I kto tu rządzi? – Grzesiek (odc. 22)
- 2007: Barwy szczęścia – lekarz (odc. 28, 29, 31 i 33)
- 2008: Trzeci oficer – komendant Łabęda (odc. 5 i 7)
- 2008: Jak żyć? – szef firmy
- 2008: Faceci do wzięcia (odc. 63)
- 2009: Galerianki – Zbyszek
- 2010–2011: Szpilki na Giewoncie – mężczyzna (odc. 10); osiłek (odc. 20)
- 2010: Ojciec Mateusz – cukiernik (odc. 31), mężczyzna szantażowany przez Bielskiego (odc. 34)
- 2010: Czas honoru – grabarz Pociech (odc. 27)
- 2011: Wiadomości z drugiej ręki – sprzedawca w sklepie sportowym (odc. 36)
- 2011: Układ warszawski – Krzysztof Góral, szef kuchni w restauracji „Siedem Smaków” (odc. 7)
- 2011: Popatrz na mnie – policjant Włodek
- 2011: 1920 Bitwa warszawska
- 2013: Prawo Agaty – Wialecki (odc. 43)
- 2015: Prokurator – „jasnowidz” Korowski (odc. 5)
- 2015: Mąż czy nie mąż – doktor Pospiechal
- 2015: Aż po sufit! – Waldek (odc. 1, 2)
- 2016: Ranczo – Zwinek (odc. 121)
- 2016: Słońce, to mnie oślepiło – kierownik domu starców
- 2017–2019: Dziewczyny ze Lwowa – taksówkarz Szymek
- 2019: Ojciec Mateusz – Rajmund Stejkowski (odc. 288)
- 2019: Echo serca – Darek (odc. 11)
- 2020: Król – felczer w Berezie Kartuskiej (odc. 6, 7)
- 2020: 25 lat niewinności. Sprawa Tomka Komendy – sędzia dający sankcje
- 2021: Lokatorka
- 2021: Układ – naczelnik w Radomiu (odc. 2)
- 2021: Leśniczówka – Oskar, ojciec Maćka
- 2023: Kos – starszy szlachcic
- 2023: Informacja zwrotna – Bugajski
- 2024: Rozwodnicy – ksiądz Marian
- 2024: Idź pod prąd – sekretarz partii
- 2024: Dwie siostry – Zenon Nowicki, ojciec Jaśminy i Gosi

## Dubbing
- 2008: Transformers Animated – Megatron
- 2012: Hobbit: Niezwykła podróż – Thorin II Dębowa Tarcza
- 2013: Hobbit: Pustkowie Smauga – Thorin II Dębowa Tarcza
- 2014: Jak wytresować smoka 2 – Drago Krwawdoń
- 2014: Hobbit: Bitwa Pięciu Armii – Thorin II Dębowa Tarcza
- 2014: Strażnicy Galaktyki – Kolekcjoner
- 2015: Wiedźmin 3: Dziki Gon – Avallac'h
- 2015: W głowie się nie mieści – Gniew
- od 2015: Inspektor Gadżet – Doktor Klauf
- 2016: Kung Fu Panda 3 – Li Shen (biologiczny ojciec Po)
- 2016: Doktor Strange – Jonathan Pangborn
- 2018: Czarna Pantera – Zuri
- 2019: Zakochany kundel – Byku
- 2020: Gwiezdne wojny: Wojny Klonów – narrator
- od 2020: Pokémon – Mewtwo
- 2020: Luke podróżnik w czasie – 
  - Wuj Tazir  (odc. 1, 14, 23, 29, 34, 36-38, 41),
  - Senator (odc. 7),
  - Dziadek Paul (odc. 41, 44-45, 52)
- 2021: Gwiezdne wojny: Parszywa zgraja – narrator
- 2022: Sonic 2. Szybki jak błyskawica – Komandor Walters
- 2022: Tekken: Bloodline – Heihachi Mishima[1]
- 2022: Cyberpunk: Edgerunners – Maine
- 2024: Sonic 3. Szybki jak błyskawica - Komandor Walters
- 2024: Tranformers: Początek – Sentinel Prime[2]
- 2024: Władca Pierścieni: Wojna Rohirrimów – Helm Żelaznoręki

## Teatr Telewizji
Wystąpił w kilkudziesięciu sztukach Teatru Telewizji. Zagrał m.in. rolę Wacława w spektaklu „Zemsta” (1994), rolę Rafała w spektaklu „Urodziny” (1995), rolę mężczyzny z Polski w „Prymasie Hlondzie”.

## Nagrody i odznaczenia
- Stypendium Artystyczne miasta Krakowa (1996)
- krakowska „Złota Maska” (2001)
- nominacja do Nagrody im. Cypriana Kamila Norwida za rolę Falstaffa w spektaklu „Historia Henryka IV” Williama Shakespeare'a w reżyserii Ivana Alexandre'a, wystawionym w Teatrze Polskim im. Arnolda Szyfmana w Warszawie[3]